# Anita Márton
Anita Márton (née le 15 janvier 1989 à Szeged) est une athlète hongroise, spécialiste du lancer de poids et du lancer du disque.

## Biographie
Son meilleur lancer est de 19,04 m le 17 août 2014 à Zurich (vice-championne d'Europe), record de Hongrie qu'elle bat en 19,48 m lors de la finale des Championnats du monde à Pékin (pied du podium)
Le 19 mars 2016, Márton devient vice-championne du monde en salle championnats du monde en salle de Portland avec un jet à 19,33 m à son dernier essai, marque qui la plaçait en tête du concours. Mais l'Américaine Michelle Carter (qui était en tête avant les 19,33 m) répondit et remporte le titre avec 20,21 m. Le 7 juillet, la Hongroise remporte la médaille d'argent des Championnats d'Europe d'Amsterdam avec 18,72 m, derrière l'Allemande Christina Schwanitz (20,17 m) mais devant la Turque Emel Dereli (18,22 m).
Le 12 août, la Hongroise remporte sa plus belle médaille internationale en décrochant le bronze des Jeux olympiques de Rio avec un nouveau record de Hongrie avec 19,87 m.
Début 2017, Anita Márton remporte le World Indoor Tour au lancer du poids, grâce à ses victoires au PSD Bank Meeting de Düsseldorf et au Birmingham Indoor Grand Prix, et à sa deuxième place à Karlsruhe.
Le 3 mars 2017, elle conserve son titre européen en salle à Belgrade avec 19,28 m, devançant très largement Radoslava Mavrodieva (18,36 m) et Yuliya Leantsiuk (18,32 m).
Le 9 août 2017, elle remporte la médaille d'argent des Championnats du monde de Londres grâce à un 6e et dernier jet à 19,49 m, battue par la Chinoise Gong Lijiao (19,94 m).
Le 2 mars 2018, Anita Marton entre dans l'histoire de l'athlétisme hongrois en décrochant la médaille d'or des championnats du monde en salle de Birmingham. Auteure d'un jet à 19,62 m, meilleure performance mondiale de l'année et record de Hongrie en salle, elle devance la Jamaïcaine Danniel Thomas-Dodd (19,22 m, record national) et la Chinoise Gong Lijiao (19,08 m), la championne du monde en plein air en titre.
Le 18 juillet 2018,Marton annonce son forfait pour les championnats d'Europe de Berlin à cause d'une blessure au genou.
Elle se classe 5e des championnats du monde 2019 à Doha avec 18,86 m.

## Palmarès
| Date | Compétition                          | Lieu                               | Résultat | Épreuve | Marque  |
| ---- | ------------------------------------ | ---------------------------------- | -------- | ------- | ------- |
| 2005 | Fest. olympique de la jeunesse euro. | Lignano Sabbiadoro                 | 3e       | Disque  | 47,27 m |
| 2008 | Championnats du monde juniors        | Bydgoszcz                          | 7e       | Poids   | 15,88 m |
| 2008 | Championnats du monde juniors        | Bydgoszcz                          | 6e       | Disque  | 51,16 m |
| 2010 | Championnats d'Europe                | Barcelone                          | 9e       | Poids   | 17,78 m |
| 2011 | Championnats d'Europe en salle       | Paris                              | 5e       | Poids   | 17,84 m |
| 2011 | Championnats d'Europe espoirs        | Tampere                            | 3e       | Disque  | 54,14 m |
| 2012 | Championnats d'Europe                | Helsinki                           | 7e       | Poids   | 17,93 m |
| 2013 | Championnats d'Europe par équipes    | Dublin                             | 3e       | Poids   | 17,37 m |
| 2013 | Championnats d'Europe par équipes    | Dublin                             | 2e       | Disque  | 56,43 m |
| 2014 | Championnats du monde en salle       | Sopot                              | 5e       | Poids   | 18,17 m |
| 2014 | Championnats d'Europe                | Zurich                             | 3e       | Poids   | 19,04 m |
| 2015 | Championnats d'Europe en salle       | Prague                             | 1re      | Poids   | 19,23 m |
| 2015 | Coupe d'Europe hivernale des lancers | Leiria                             | 2e       | Poids   | 17,59 m |
| 2015 | Championnats d'Europe par équipes    | Stara Zagora                       | 2e       | Disque  | 56,13 m |
| 2015 | Championnats du monde                | Pékin                              | 4e       | Poids   | 19,48 m |
| 2015 | Ligue de diamant                     | Ligue de diamant                   | 3e       | Poids   | détails |
| 2016 | Championnats du monde en salle       | Portland                           | 2e       | Poids   | 19,33 m |
| 2016 | Championnats d'Europe                | Amsterdam                          | 2e       | Poids   | 18,72 m |
| 2016 | Jeux olympiques                      | Rio de Janeiro                     | 3e       | Poids   | 19,87 m |
| 2016 | Ligue de diamant                     | Ligue de diamant                   | 2e       | Poids   | détails |
| 2017 | Circuit mondial en salle de l'IAAF   | Circuit mondial en salle de l'IAAF | 1re      | Poids   | détails |
| 2017 | Championnats d'Europe en salle       | Belgrade                           | 1re      | Poids   | 19,28 m |
| 2017 | Coupe d'Europe hivernale des lancers | Las Palmas                         | 1re      | Poids   | 18,05 m |
| 2017 | Championnats d'Europe par équipes    | Tel Aviv                           | 1re      | Poids   | 18,09 m |
| 2017 | Championnats d'Europe par équipes    | Tel Aviv                           | 2e       | Disque  | 55,55 m |
| 2017 | Championnats du monde                | Londres                            | 2e       | Poids   | 19,49 m |
| 2017 | Ligue de diamant                     | Ligue de diamant                   | 2e       | Poids   | 18,60 m |
| 2018 | Championnats du monde en salle       | Birmingham                         | 1re      | Poids   | 19,62 m |
| 2018 | Coupe d'Europe hivernale des lancers | Leiria                             | 1re      | Poids   | 19,12 m |
| 2019 | Championnats d'Europe en salle       | Glasgow                            | 3e       | Poids   | 19,00 m |
| 2019 | Championnats du monde                | Doha                               | 5e       | Poids   | 18,86 m |
| 2023 | Championnats d'Europe en salle       | Istanbul                           | 6e       | Poids   | 18,28 m |

## Records
| Épreuve         | Épreuve   | Marque       | Lieu           | Date         |
| --------------- | --------- | ------------ | -------------- | ------------ |
| Lancer du poids | Plein air | 19,87 m (NR) | Rio de Janeiro | 13 août 2016 |
| Lancer du poids | En salle  | 19,62 m (NR) | Birmingham     | 2 mars 2018  |